# Horka
Horka (obersorbisch Hórka) ist eine sächsische Gemeinde im Landkreis Görlitz. Die Gemeinde, bestehend aus den drei Gemeindeteilen Biehain, Horka und Mückenhain, gehört zum Verwaltungsverband Weißer Schöps/Neiße.

## Geographie
Die Gemeinde Horka liegt im östlichen Teil des Landkreises Görlitz in der Oberlausitz in einem waldreichen Gebiet nahe der Grenze zu Polen, etwa 18 km nordwestlich der Kreisstadt Görlitz und 4 km östlich von Niesky. Das Gebiet gehört mit seinen ausgedehnten Wäldern zur Oberlausitzer Heide- und Teichlandschaft.

## Geschichte
Der Ortsname stammt vom obersorbischen Wort hórka (altsorbisch gorka, zu deutsch „Hügel“) und bedeutet demnach „Hügeldorf“.
Horka wurde 1305 erstmals in einem Görlitzer Stadtbuch urkundlich erwähnt. Von 1377 bis 1396 gehörte die Region zum  Herzogtum Lausitz, von 1635 bis zum Jahr 1806 zum Kurfürstentum Sachsen und anschließend bis 1815 zum Königreich Sachsen. Infolge des Wiener Kongresses kam die Gemeinde Horka zu Preußen und wurde der Provinz Schlesien zugeordnet. Von 1919 bis 1938 sowie wiederum ab 1941 gehörte Horka zur Provinz Niederschlesien. Nach dem Zweiten Weltkrieg wieder sächsisch, gehörte die Gemeinde zum Kreis Niesky, seit 1952 mit der Auflösung der Länder im Bezirk Dresden. Horka trug zwischen 1936 und 1947 im Rahmen der nationalsozialistischen Germanisierung sorbischstämmiger Ortsnamen den Namen Wehrkirch.
Am 1. März 1994 wurden die Gemeinden Biehain und Mückenhain nach Horka eingemeindet.

## Politik

### Gemeinderat
Seit der Gemeinderatswahl am 9. Juni 2024 verteilen sich die Sitze des Gemeinderates folgendermaßen auf die einzelnen Gruppierungen:
- Wählergemeinschaft für Horka (WGH): 4 Sitze (+ 3)
- Wählervereinigung „Florian“ Horka (FH): 2 Sitze (± 0)
- CDU: 2 Sitze (− 1)
- Wählergemeinschaft Biehain (WGB): 1 Sitz (± 0)
- Freie Wählervereinigung Mückenhain (WVM): 1 Sitz (± 0)
- Wählervereinigung ASSV Horka (WVA): 1 Sitz (+ 1)

| Gemeinderat ab 2024Insgesamt 11 Sitze - WGH: 4 - FH: 2 - WGB: 1 - WVM: 1 - WVA: 1 - CDU: 2 | Liste                              | 2024   | 2024   | 2019   | 2019   | 2014   | 2014   |
| Gemeinderat ab 2024Insgesamt 11 Sitze - WGH: 4 - FH: 2 - WGB: 1 - WVM: 1 - WVA: 1 - CDU: 2 | Liste                              | Sitze  | in %   | Sitze  | in %   | Sitze  | in %   |
| Gemeinderat ab 2024Insgesamt 11 Sitze - WGH: 4 - FH: 2 - WGB: 1 - WVM: 1 - WVA: 1 - CDU: 2 | Wählergemeinschaft für Horka       | 4      | 30,4   | 1      | 21,2   | –      | –      |
| Gemeinderat ab 2024Insgesamt 11 Sitze - WGH: 4 - FH: 2 - WGB: 1 - WVM: 1 - WVA: 1 - CDU: 2 | Wählervereinigung „Florian“ Horka  | 2      | 19,1   | 2      | 19,2   | 1      | 14,3   |
| Gemeinderat ab 2024Insgesamt 11 Sitze - WGH: 4 - FH: 2 - WGB: 1 - WVM: 1 - WVA: 1 - CDU: 2 | CDU                                | 2      | 16,5   | 4      | 30,2   | 5      | 45,1   |
| Gemeinderat ab 2024Insgesamt 11 Sitze - WGH: 4 - FH: 2 - WGB: 1 - WVM: 1 - WVA: 1 - CDU: 2 | Wählergemeinschaft Biehain         | 1      | 13,8   | 1      | 13,1   | –      | –      |
| Gemeinderat ab 2024Insgesamt 11 Sitze - WGH: 4 - FH: 2 - WGB: 1 - WVM: 1 - WVA: 1 - CDU: 2 | Freie Wählervereinigung Mückenhain | 1      | 12,3   | 1      | 10,0   | 1      | 14,3   |
| Gemeinderat ab 2024Insgesamt 11 Sitze - WGH: 4 - FH: 2 - WGB: 1 - WVM: 1 - WVA: 1 - CDU: 2 | Wählervereinigung ASSV Horka       | 1      | 7,9    | –      | –      | –      | –      |
| Gemeinderat ab 2024Insgesamt 11 Sitze - WGH: 4 - FH: 2 - WGB: 1 - WVM: 1 - WVA: 1 - CDU: 2 | Linke                              | –      | –      | –      | 6,3    | 1      | 7,8    |
| Gemeinderat ab 2024Insgesamt 11 Sitze - WGH: 4 - FH: 2 - WGB: 1 - WVM: 1 - WVA: 1 - CDU: 2 | FDP                                | –      | –      | –      | –      | –      | 2,6    |
| Gemeinderat ab 2024Insgesamt 11 Sitze - WGH: 4 - FH: 2 - WGB: 1 - WVM: 1 - WVA: 1 - CDU: 2 | Wahlbeteiligung                    | 76,8 % | 76,8 % | 67,1 % | 67,1 % | 52,9 % | 52,9 % |

### Bürgermeister
Seit dem 1. August 2022 ist Christoph Biele (CDU) Bürgermeister von Horka. Er setzte sich bei der Bürgermeisterwahl am 13. Juni 2022 mit 91,4 Prozent der Stimmen gegen mehrere Einzelbewerber durch. Bieles Vorgänger Christian Nitschke (CDU), der seit 1990 im Amt war, trat nicht zur Wiederwahl an.
| Wahl | Bürgermeister             | Vorschlag | Wahlergebnis (in %) |
| ---- | ------------------------- | --------- | ------------------- |
| 2022 | Christoph Hartmut Biele   | CDU       | 91,4                |
| 2015 | Roland Christian Nitschke | CDU       | 91,7                |
| 2008 | Roland Christian Nitschke | CDU       | 60,0                |
| 2001 | Roland Christian Nitschke | CDU       | 72,2                |

## Sehenswürdigkeiten
- Gemeindeamt Horka
- Fachwerkhäuser
- Naherholungsgebiet „Biehainer Seen“ mit den ehemaligen Tongruben und mit dem Waldsee Biehain
- Kriegerdenkmal (nach 1870)

Die Kulturdenkmale sind in der Liste der Kulturdenkmale in Horka erfasst.

### Naturschutz
- Siehe auch: Liste der Naturdenkmale in Horka

### Evangelische Wehrkirche

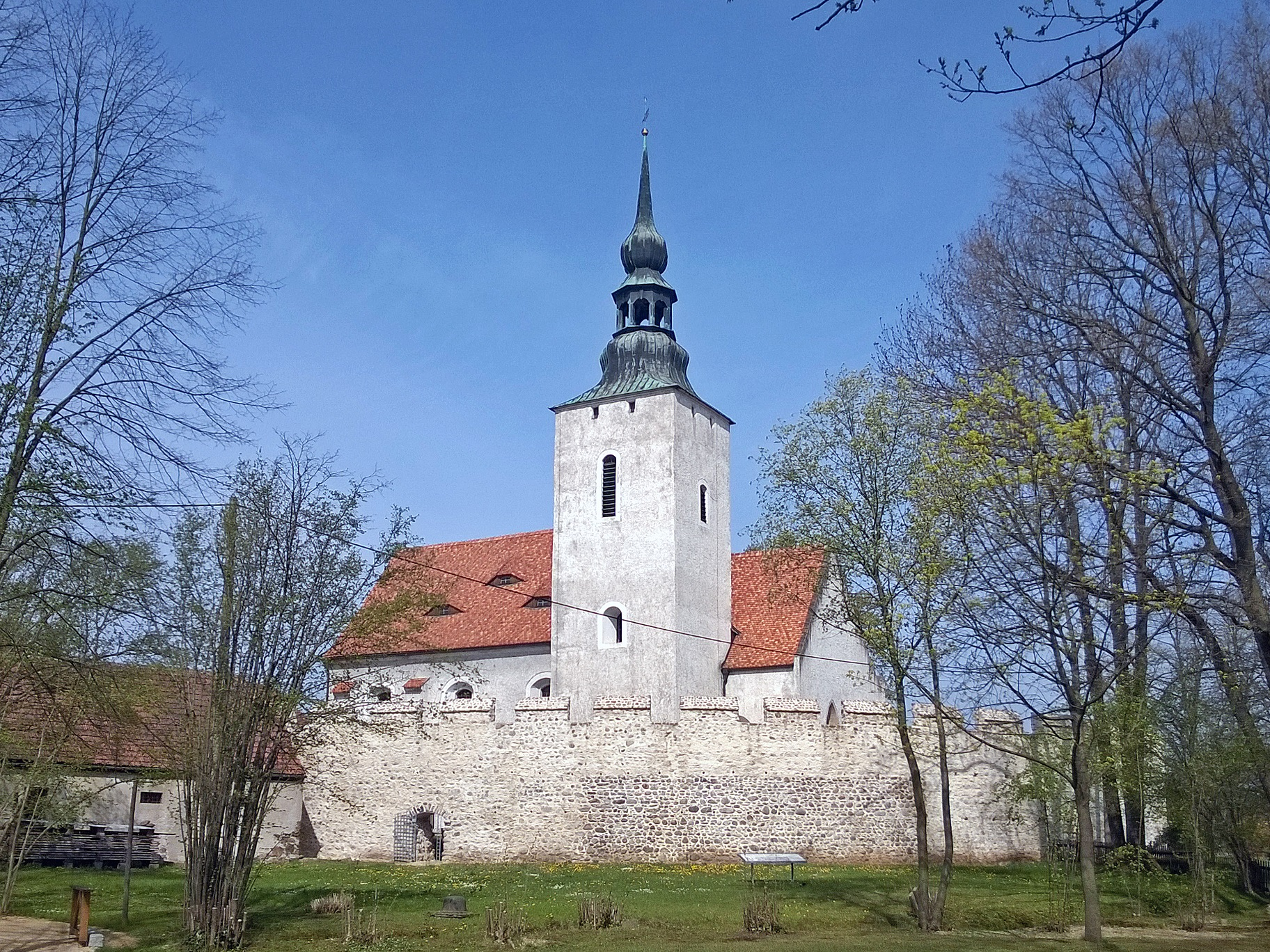
Wehrkirche Horka

Die Wehrkirche stammt aus dem frühen 13. Jahrhundert und ist romanisch-gotisch. Sie ist von einer Wehrmauer umgeben, die im 12. oder 13. Jahrhundert errichtet wurde. Im Fundament des ältesten Teils der Mauer wurde bei Ausgrabungsarbeiten ein ca. 1000 Jahre altes Skelett in einem christlich anmutenden Grab entdeckt. Die Wehrkirche hat eine Gruft mit mehreren Steinsärgen. In ihnen sind noch Knochen zu finden.

## Verkehr
Die Bundesautobahn 4 verläuft südlich der Gemeinde. Sie ist über den etwa 5 km entfernten Anschluss Kodersdorf zu erreichen.
Der Bahnhof Horka Pbf verknüpft die Strecken Węgliniec–Roßlau (Elbe) und Berlin–Görlitz miteinander. Horka liegt im Gleisdreieck dieser Strecken, es fahren Züge der Relation: Görlitz–Niesky–Hoyerswerda (ohne Halt in Horka, 2010–2018 nur als SEV), Cottbus–Görlitz und als starkfrequentierte Gütermagistrale die Strecke Hoyerswerda–Horka–Węgliniec. Im Rahmen des Ausbaus dieser wichtigen Güterstrecke im Ost-West-Verkehr wurde das letzte Stück von Knappenrode über Horka bis zur Grenzbrücke bis 2018 elektrifiziert. Die in Horka abzweigende Nebenbahn der früheren Kleinbahn Horka–Rothenburg–Priebus wird nicht mehr bedient.
Östlich des Personenbahnhofes existiert mit dem Bahnhof Horka Gbf noch ein Güterbahnhof, der als Grenzbahnhof zur Republik Polen fungiert. Der Zweckverband Verkehrsverbund Oberlausitz-Niederschlesien plant die Errichtung eines neuen Haltepunkts Horka Mitte, der an der Verbindungskurve am Bahnübergang Rothenburger Straße einen Halt der Regionalbahnen Görlitz–Hoyerswerda ermöglichen soll. Es kommt aber zu Verzögerungen, weil die Deutsche Bahn die bisherigen Planungen mit einer Bahnsteighöhe von 55 Zentimetern ändern will, obwohl die Fahrzeuge und die neuen Bahnsteige Richtung Hoyerswerda auch diese Höhe haben.

## Persönlichkeiten
- Erich Wasa Rodig (1869–1940), Jurist, Oberbürgermeister von Wandsbek